# Който, Фабиан
Фабиа́н Ко́йто Мача́до (исп. Fabián Coito Machado; род. 17 марта 1967 или 3 марта 1967, Монтевидео) — уругвайский футболист и тренер. В 2017 году привёл молодёжную сборную Уругвая к первому за 36 лет титулу чемпиона Южной Америки. Исполнял обязанности главного тренера сборной Уругвая по окончании чемпионата мира 2018 года, до решения Оскара Табареса о продлении контракта с Уругвайской футбольной ассоциацией.

## Биография
Фабиан Който на протяжении шести лет, с 1985 по 1991 год, выступал за «Монтевидео Уондерерс». Первым тренером на профессиональном уровне для Който был Оскар Вашингтон Табарес. В 1985 году он со «странниками» занял второе место в чемпионате страны, а спустя два года выиграл Лигилью. В 1992 году он выступал за «Серро», а затем за перуанский «Сан-Агустин». В 1993 году играл за чилийский «Провинсиаль Осорно», и, по собственному признанию, это был лучший сезон в карьере защитника — за счёт того, что, несмотря на высокой уровень конкуренции в чемпионате Чили, Който и его партнёрам удалось выступить очень успешно. После двух лет в гондурасской «Олимпии» Който завершил карьеру футболиста в 1996 году в мексиканской «Пачуке».
По окончании карьеры футболиста начал тренировать молодёжные команды в «Серро». В 2004—2005 годах возглавлял «Серро» в качестве главного тренера. С 2007 года работал с детскими, юношескими и молодёжными сборными Уругвая. В 2011 году привёл уругвайских юношей ко второму месту на чемпионате Южной Америки, а затем к тому же результату на чемпионате мира в Мексике. В финальном матче уругвайцы уступили только хозяевам первенства.
С 2014 года возглавлял молодёжную сборную Уругвая. В феврале 2017 года привёл свою команду к титулу чемпионов Южной Америки в своей возрастной категории. Эта победа стала восьмой для уругвайцев, но в последний раз «селесте» становилась чемпионом ещё в 1981 году.
В феврале 2019 года был назначен главным тренером сборной Гондураса.

## Титулы в качестве игрока
- Вице-чемпион Уругвая: 1985
- Победитель Лигильи: 1987

## Титулы и достижения в качестве тренера
- Чемпион Южной Америки среди молодёжных команд: 2017
- Вице-чемпион Южной Америки среди юношей: 2011
- Вице-чемпион мира среди юношей: 2011